# Andreas Fugl Thøgersen
Andreas Fugl Thøgersen (født 1. september 1972) er en dansk journalist.
Han er uddannet på Danmarks Journalisthøjskole. Han har desuden en mastergrad (Master of Arts) fra Columbia University – The Graduate School of Journalism i New York City, hvor han studerede amerikansk politik.
Har været EU-reporter på dagbladene Dagen og Information. Fra foråret 2006 til foråret 2011 redaktør på Ud & Se.